# Münstersche Aa
El Münstersche Aa és un afluent del riu Ems de 43 quilòmetres de llarg .

## Geografia

### Curs
El riu neix al nord-oest de la regió de Westfàlia prop de 16 quilòmetres a l'oest de Münster. La font està situada a l'oest del nucli urbà del municipi de Havixbeck al pendent nord-est de les Baumberge.
L'Aa flueix primer un parell de quilòmetres cap al sud-est, vorejant l'est de Münster-Roxel, per després doblegar-se cap al nord i fluir a través del Aasee, un embassament ea Münster. Tot seguit, travessa aquesta ciutat en direcció nord, alimentant-se d'abundants rierols i, finalment, desemboca al riu Ems prop de Greven.